# Großer Preis der Internationalen Jury für den Besten Film in der Sektion 14plus
Der Große Preis der Internationalen Jury für den Besten Film in der Sektion 14plus wird seit 2013 jährlich auf der Berlinale von einer dreiköpfigen Jury aus Erwachsenen verliehen. Er wird von der Bundeszentrale für politische Bildung gestiftet und ist mit einem Preisgeld von 2.500 Euro versehen.

## Geschichte
2012 gab es zwar bereits eine Jugendjury Generation 14plus, aber noch keine internationale Jury, die einen Preis verliehen hätte. Erst 2013 wurden erstmals Filme preisgekrönt.

## Jurys und preisgekrönte Filme

### 2010er Jahre
- 2013
  - Jurymitglieder: Andrew Okpeaha MacLean, Lucy Mulloy und Xavier García Puerto[2]
  - Großer Preis der Internationalen Jury für den Besten Film: Shopping – Regie: Mark Albiston, Louis Sutherland[3]
  - Lobende Erwähnung: Baby Blues – Regie: Kasia Roslaniec
- 2014
  - Jurymitglieder: Laura Astorga Carrera, Jan Soldat und N. Bird Runningwater[4]
  - Großer Preis der Internationalen Jury für den Besten Film: Violet – Regie: Bas Devos[5]
  - Lobende Erwähnung: Einstein and Einstein – Regie: Cao Baoping
- 2015
  - Jurymitglieder: Sophie Hyde, Alix Madigan-Yorkin und N. Marten Rabarts[6]
  - Großer Preis der Internationalen Jury für den Besten Film: The Diary of a Teenage Girl – Regie: Marielle Heller[7]
  - Lobende Erwähnung: Nena – Viel mehr geht nicht – Regie: Saskia Diesing
- 2016
  - Jurymitglieder: Sam de Jong, Petros Silvestros und Liz Watts[8]
  - Großer Preis der Internationalen Jury für den Besten Film: Las plantas – Regie: Roberto Doveris[9]
  - Lobende Erwähnung: Zhaleika – Regie: Eliza Petkova
- 2017
  - Jurymitglieder: Benjamin Cantu, Roberto Doveris, Jennifer Reeder[10]
  - Großer Preis der Internationalen Jury für den Besten Film: Shkola nomer 3 – Regie: Yelizaveta Smith, Georg Genoux[11]
  - Lobende Erwähnung: Ben Niao – Regie: Huang Ji, Ryuji Otsuka
- 2018
  - Jurymitglieder: Felipe Bragança, Mark Rogers und Verena von Stackelberg[12]
  - Großer Preis der Internationalen Jury für den Besten Film: Fortuna – Regie: Germinal Roaux[13]
  - Lobende Erwähnung: Dressage – Regie: Pooya Badkoobeh
- 2019
  - Jurymitglieder: Nanouk Leopold, Pascal Plante und Maria Solrun[14]
  - Großer Preis der Internationalen Jury für den Besten Film: Beol-sae – Regie: Kim Bo-ra[14]
  - Lobende Erwähnung: Bulbul Can Sing – Regie: Rima Das

### 2020er Jahre
- 2020
  - Jurymitglieder: Abbas Amini, Jenna Bass, Rima Das[15]
  - Großer Preis für den Besten Film: Meu nome é Bagdá  – Regie: Caru Alves de Souza[16]
  - Lobende Erwähnung: Kaze no Denwa  – Regie: Nobuhiro Suwa
- 2021
  - Jurymitglieder: Jella Haase, Mees Peijnenburg, Melanie Waelde[17]
  - Großer Preis für den Besten Film: La Mif  – Regie:  Fred Baillif[18]
  - Lobende Erwähnung: Cryptozoo – Regie: Dash Shaw

- 2022[19]
  - Großer Preis für den Besten Film: Kind Hearts – Regie:  Olivia Rochette und Gerard-Jan Claes sowie ex aequo: Skhema, Regie: Farkhat Sharipov

- 2023[20]
  - Großer Preis für den Besten Film: Hummingbirds – Regie: Silvia Del Carmen Castaños und Estefanía “Beba” Contreras
  - Lobende Erwähnung: Mutt – Regie: Vuk Lungulov-Klotz

- 2024 bestand die Internationale Jury aus Amjad Abu Alala, Banafshe Hourmazdi und Ira Sachs.
  - Großer Preis für den Besten Film: Comme le feu  – Regie: Philippe Lesage
  - Lobende Erwähnung: Maydegol – Regie: Sarvnaz Alambeigi

- 2025 bestand die Internationale Jury aus Emma Branderhorst, Aslı Özarslan und Ikoro Sekai.
  - Großer Preis für den Besten Film: Christy  – Regie: Brendan Canty
  - Lobende Erwähnung: Têtes Brûlées – Regie: Maja Ajmia Yde Zellama